# 燕山大学科技园
燕山大学科技园，全称燕山大学国家大学科技园，位于中华人民共和国秦皇岛市海港区，是中华人民共和国首批大学生科技创业实习基地。

## 历史
2002年5月被定为 “国家大学科技园启动建设单位”。2003年9月16日，正式被批准为国家大学科技园。